# 이든 협정

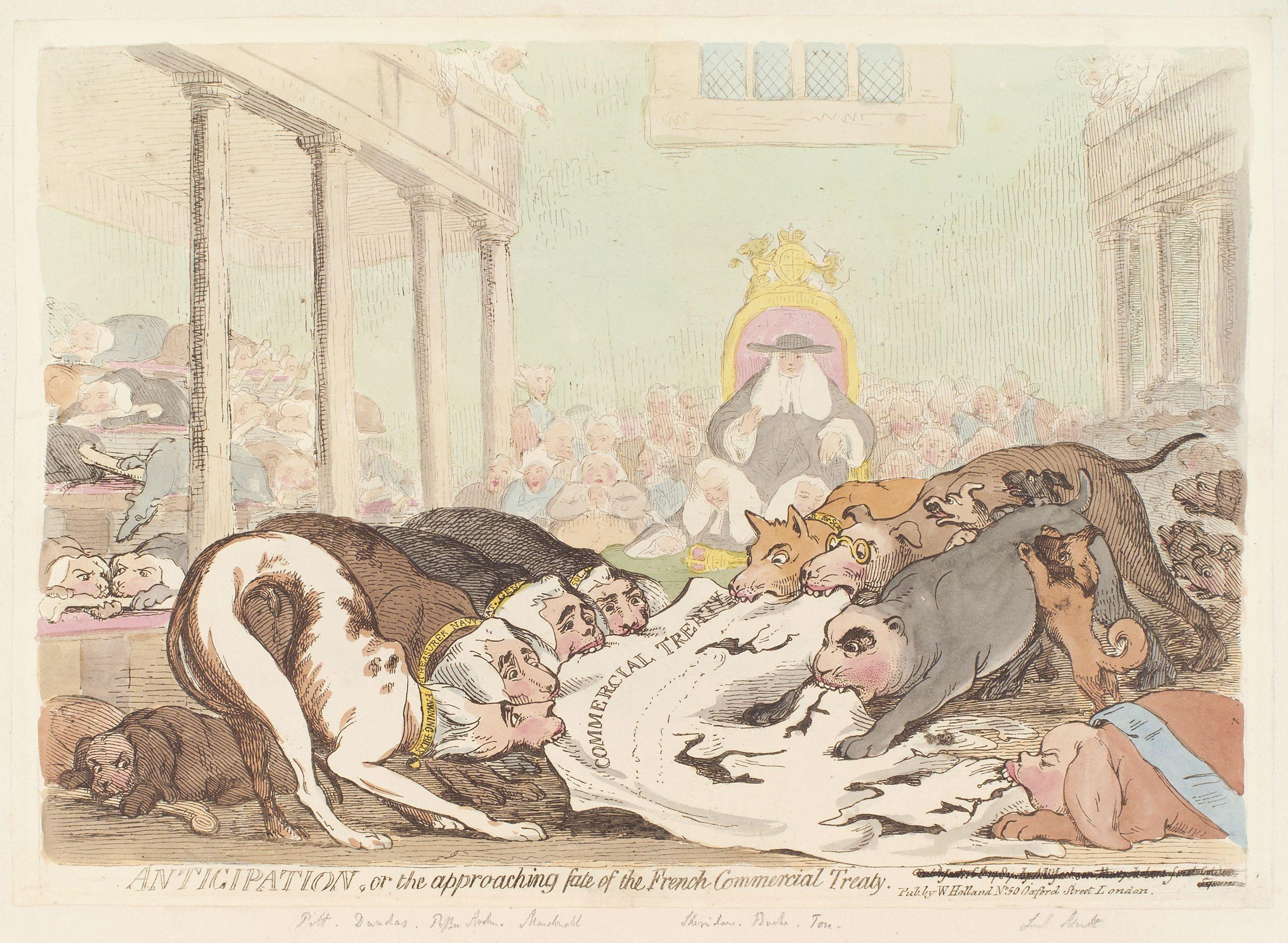
이든 조약을 프랑스 상업 조약이라고 부르며, 의회 간의 갈등을 예상한 제임스 길레이의 캐리커처.

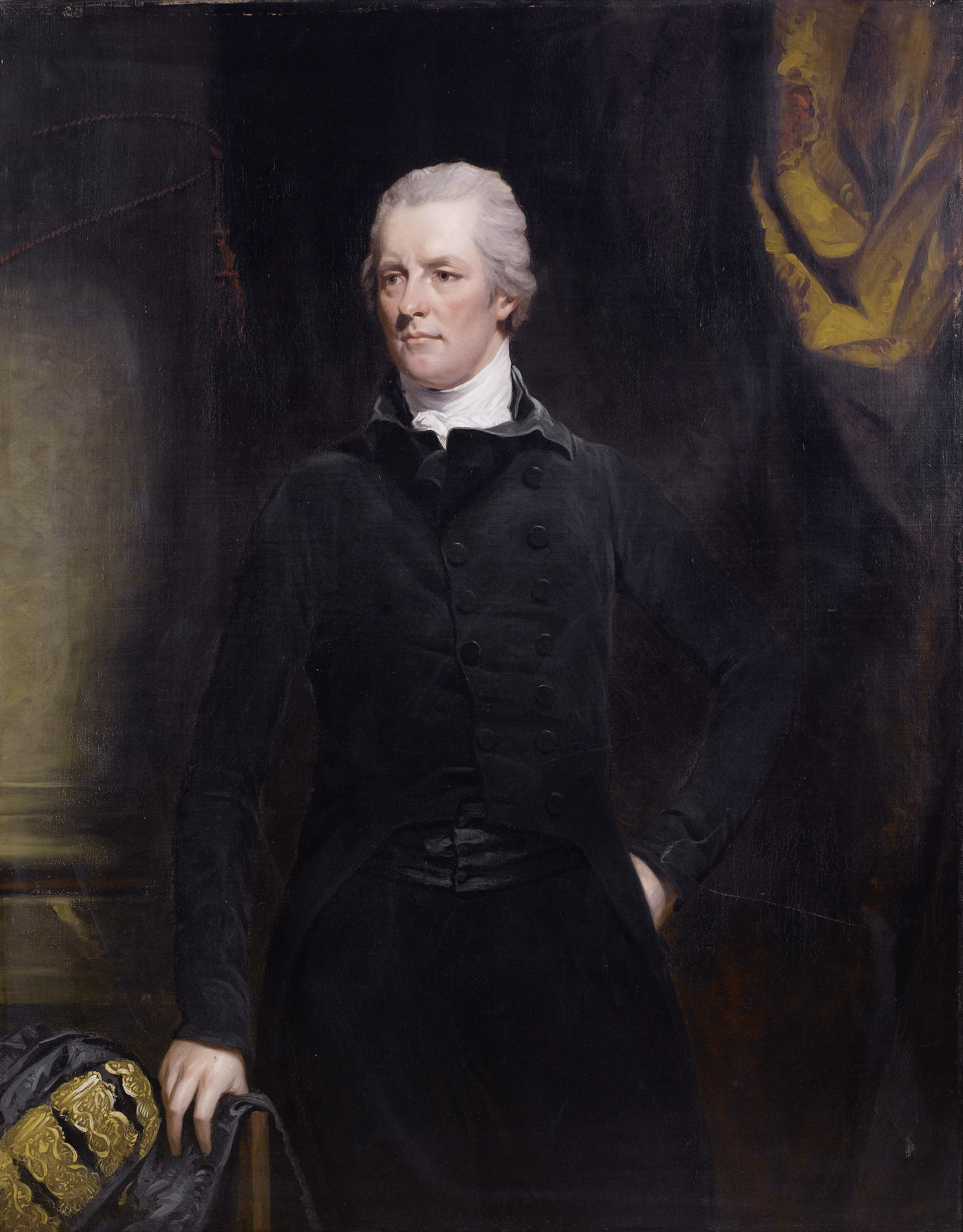
소(小) 윌리엄 피트 (1759-1806)는 이든 조약의 완결에 필수적이었다.

이든 협정(Eden Agreement)은 1786년 영국과 프랑스 사이에 체결된 조약으로, 영국 협상가 윌리엄 이든(1744–1814)의 이름을 따서 명명되었다. 프랑스 측은 조제프 마티아스 제라르 드 레네발이 대표했다. 이 조약은 프랑스와 영국의 경제 전쟁을 잠시 동안 효과적으로 종식시키고 양국 상품에 대한 관세를 줄이는 시스템을 구축했다. 이는 영국에서 13개 미국 식민지의 분리와 애덤 스미스의 국부론 출간에 의해 촉발되었다. 영국 총리 소(小) 윌리엄 피트는 스미스의 사상에 크게 영향을 받았으며, 조약의 핵심 동기 부여자 중 한 명이었다.
영국 측의 협상 고집으로 인해 상업 협정은 거의 전적으로 영국에 유리하게 작용했으며, 특정 산업에 대한 불평등한 보호는 프랑스 경제에 해를 끼쳤다. 이 조약은 종종 프랑스 혁명을 촉발시킨 프랑스 인민의 불만 중 하나로 여겨진다. 이 조약은 1793년 국민공회에서 외국인법 1793이 조약 조항을 위반했다는 주장이 제기되고, 2월 초 영국과 프랑스 간에 전쟁이 발발하면서 타협의 가능성이 사라지자 무너졌다.

## 역사적 배경

### 중상주의
1786년 이든 협정에 이르는 일련의 사건들은 2세기 전에 중상주의 (후에 애덤 스미스가 만든 용어)가 서유럽의 주요 경제 정책이 되면서 시작되었다. 모든 다른 나라들보다 초기 근대 유럽의 두 선도적인 중상주의 국가는 영국과 프랑스였으며, 이들은 장바티스트 콜베르의 지침을 따랐다. 콜베르는 "천연 자원은 제한되어 있으며, 국가의 힘은 세계 자원 중 얼마나 많은 부분을 획득하는지에 달려있다"는 이해를 바탕으로 17세기 프랑스에서 정책을 시행했다. 결과적으로 중상주의 정책은 식민주의와 함께 진행되었다. 식민지는 본국에 자원과 원자재에 대한 접근성을 제공했고, 그 대가로 본국에서 생산된 산업 제품의 시장 역할을 했다. 영국과 프랑스 모두 외국 수입을 (적어도 합법적인 경로를 통해) 무력화하는 것을 목표로 하는 중상주의 상업 정책을 시행했다. 이는 "원주민 제조업자와 농민에게 국내 시장의 사실상 독점권을 부여"하기 위함이었다. 이미 전통적인 라이벌로 알려져 있던 이 엄격한 중상주의 정책(특히 높은 관세, 그리고 북미와 남아시아를 식민지화하기 위한 경쟁)은 영국과 프랑스 사이에 긴장된 외교 관계를 야기했다.

### 1786년 이전의 조약들
유럽의 중상주의 정책은 1786년 이든 조약에 이르기까지 여러 국가 간의 일련의 협정으로 약간 완화되었다. 부르봉가가 1761년에 가족협약을 갱신한 것 외에도, 프랑스는 같은 해에 몇몇 식민지 항구를 외국 무역에 개방했다. 12년 후 프랑스 정부는 1773년 프랑스-포르투갈 협정을 협상했다. 1778년 프랑스는 신생 미국과 상호 무역을 기반으로 하는 미국-프랑스 우호 통상 조약을 체결했는데, 이는 영국의 상업적 항해법을 깨뜨렸다. 또한 전쟁이 발발할 경우 이를 보호하기 위해 프랑스-미국 동맹을 체결했는데, 실제로 전쟁이 발발했다.
또한, 1786년 이전 몇 년 동안 애덤 스미스와 중농주의자들과 같은 저명한 경제 지도자들은 18세기 영국에서 더 자유로운 무역 정책을 장려했다. 그들의 출판물과 토론은 인기를 얻었고, 완화된 무역 장벽을 요구하는 문화를 국내에 조성했다. 비록 민중의 영향력이 정책 결정자들에게 거의 또는 전혀 영향을 미치지 않았을지라도, 영국 정부는 프랑스 정부와 마찬가지로 국가 수입 부족에 대해 매우 우려했다. 양국 모두 시급히 해결책을 찾았고, 그 시급성 때문에 1786년 이든 협정이 합의되어 프랑스와 영국의 엄격한 중상주의 정책을 효과적으로 완화했다.

### 협정으로 이끈 힘
1786년 이전 25년 동안 프랑스는 캐나다와 인도 식민지의 대부분을 잃었고, 국가 부채는 엄청나게 높은 수준으로 치솟았으며, 많은 사람들이 국가 파산이 임박했다고 우려했다. 루이 16세 정부는 금지령이 폐지되고 수입 관세가 인하되면 합법적인 무역이 확대될 것이라고 믿었다. 영국과의 상업 조약 결과로 프랑스 수입 관세가 인하되면 두 가지 이점을 확보할 수 있었다. 즉, 수입 관세로 더 많은 수입을 얻고, 제조업자와 와인 상인이 영국에 제품을 판매할 더 많은 기회를 얻는 것이었다. 비슷하게, 영국 경제는 매우 비효율적이었다. 2억 5천만 파운드의 국가 부채, 극심한 암시장(수입된 차의 42%와 브랜디의 14%만이 정부가 부과한 119%의 관세를 납부함), 그리고 13개 식민지의 상실로 인해 윌리엄 피트와 영국 정부는 "더 큰 기회"를 확보하기 위해 역사적 라이벌과의 공통점을 찾기 위해 열심이었다.
첫 번째 논의는 1783년 1월 영불 평화 회의에서 이루어졌다. 이 회의의 18조는 각국이 '새로운 상호 교환 상업 협정을 논의하기 위한' 위원회를 파견할 것을 규정했다. 상업 협정이 화해 과정의 첫 걸음이 될 것이라는 희망에 프랑스는 1784년에 위트레흐트 조약 8조와 9조에 명시된 수준으로 관세를 인하했다. 그 결과 영국의 프랑스 수출은 급격히 증가했거나, 적어도 암시장을 통한 밀수가 아닌 합법적인 경로를 통해 거래되었다. 그러나 영국에서는 프랑스의 자유주의 정책에 대한 상호 반응이 없었다. 1784년 말, 영국이 프랑스의 새로운 기준을 충족시키기를 거부한 후, 프랑스는 1784년 이전의 금지 관세를 재도입할 수밖에 없었다. 이러한 실패로 인해 윌리엄 피트는 1785년 말에 윌리엄 이든을 프랑스와의 상업 회담의 수석 협상가로 임명하게 되었다.

## 이든 협정

### 윌리엄 이든

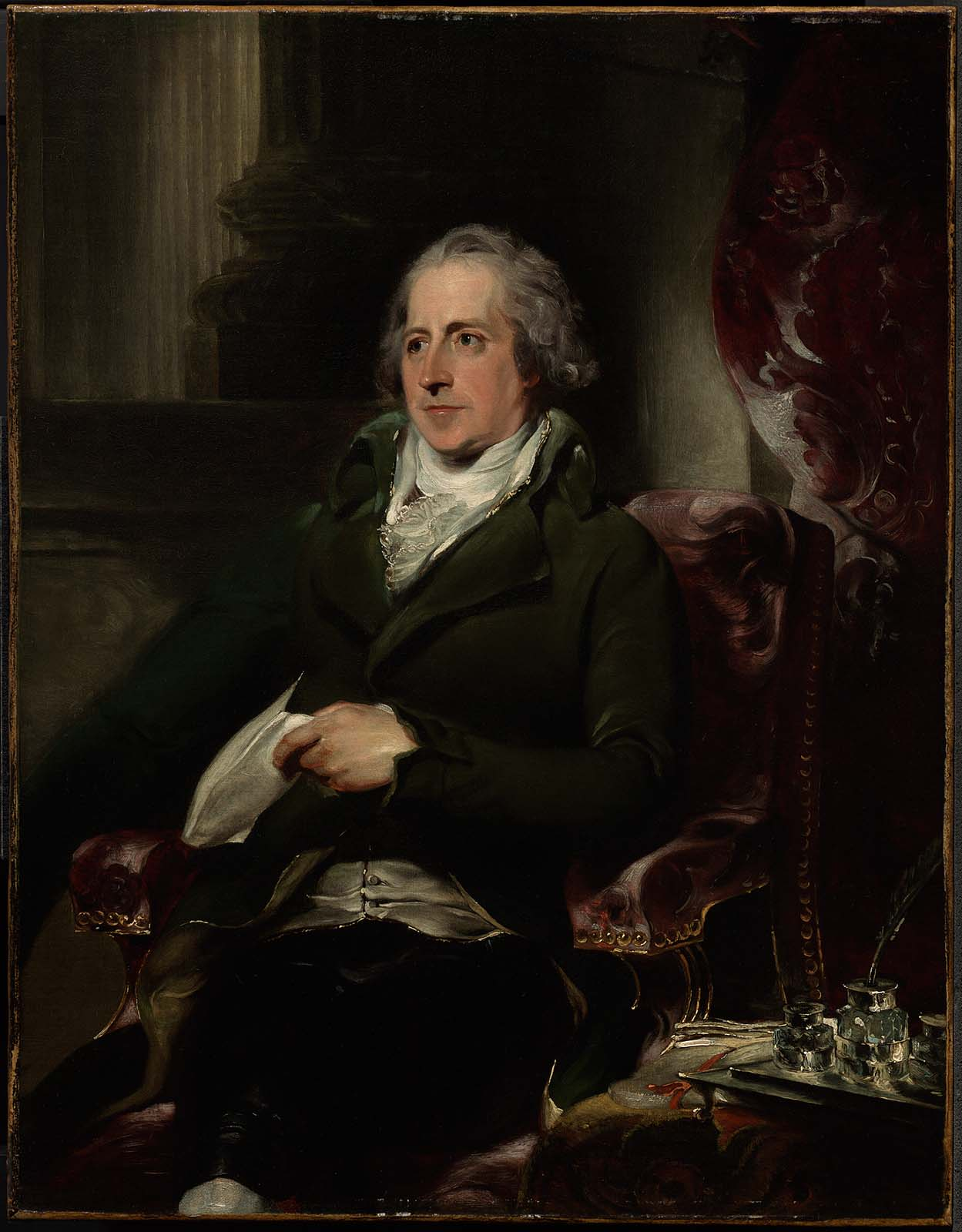
윌리엄 이든은 협상 중 영국 측 수석 협상가였다. 이 협정은 그의 이름을 따서 명명되었다.

피트는 윌리엄 이든을 무역 및 플랜테이션 위원회에서의 그의 업적과 아일랜드와 미국 모두에서 경제적 불만을 다룬 그의 광범위한 경험 때문에 선택했다. 피트는 이러한 경험이 이든에게 영국-프랑스 협상에 대한 탁월한 통찰력을 제공할 것이라고 믿었다. 이든은 즉시 작업에 착수하여 1786년 4월에 프랑스 측 협상가인 제라르 드 레네발과 협정을 체결했다. 그러나 이든의 낙관론에도 불구하고 영국, 특히 피트는 이든과 레네발의 원안이 모호하다는 이유로 선호하지 않았다. 피트는 영국-프랑스 무역 시장에 진입하는 가장 중요한 상품이라고 판단되는 품목에 대해 더 높은 관세를 부과하려고 했다.

### 조약의 조건
회담 중 레네발은 영국 측에 세 가지 양보를 요구했다. 영국이 프랑스 비단을 자국 시장에 허용하고, 프랑스 와인 및 주류에 대한 영국 관세를 인하하며, 프랑스 와인에 대한 포르투갈 와인 선호를 폐지하는 것이었다. 프랑스는 모든 요구를 수용받지는 못했지만, 1786년 9월 26일 조약이 합의되었을 때 다음 양보를 얻었다.
| 종가세 고정 관세         |
| ------------------------ |
| 맥주 30%                 |
| 가죽 제품 15%            |
| 유리, 면직물, 모직물 12% |
| 철물, 칼붙이, 계측기 10% |

| 특정 고정 관세                     |
| ---------------------------------- |
| 브랜디 갤런당 7실링                |
| 켐브릭 7과 3/4야드 반 조각당 5실링 |

위에서 언급된 상당히 인하된 관세를 포함하여, 이 조약은 각 국가에 특정 지정 상품(프랑스 올리브유 및 영국과 프랑스 제모 모자)과 협정에서 명시되지 않은 상품에 대해 최혜국 대우를 부여했다. 더욱이, "일부 제품에 대한 관세는 특정 기존 관세와 관련하여 고정되었다. 따라서 프랑스 와인은 1786년에 포르투갈 와인이 지불하는 것 이상을 지불해서는 안 되며, 아일랜드 리넨에 대한 프랑스 수입 관세와 프랑스 리넨에 대한 영국 수입 관세는 네덜란드와 플랑드르 리넨에 대한 기존 관세를 초과해서는 안 되었다."

### 조약에 대한 반응
새로운 조약은 영국 정부로부터 대부분 지지를 받았고, 윌리엄 이든은 그에 합당한 보상을 받았다. 영국의 산업가와 상인들은 이 조약이 그들과 프랑스 상대방 사이에 상호 이익이 되는 새로운 무역 시대를 열 것이라고 믿었다. 예를 들어, 만체스터 면직물 제조업자 위원회는 이든과 레네발이 조건을 합의한 직후 맨체스터에서 통과된 결의안에서 "우리는 이 상업 조약이 우리 도시의 면직물 제조업자들에게 매우 유익할 것이라는 데 만장일치로 동의한다"고 썼다.
조약은 새로운 대규모 산업체들에게는 우호적으로 받아들여졌지만, 오래된 길드 형태의 산업체들은 조약을 격렬하게 반대했다. 때로는 한 산업 내에서도 조약과 관련하여 이해관계가 상충되기도 했다. 예를 들어, 철강 산업은 두 부문으로 나뉘었다. 하나는 조약을 지지하고, 다른 하나는 반대했다. 선철 및 봉강 제조업자들은 프랑스 시장으로 확장할 기회를 제공했기 때문에 조약을 선호했다. 반면에 철물 제조업자들은 조약이 자신들의 전문적인 장인정신을 더 저렴한 기계 생산 프랑스 제품으로 대체될 위험에 처하게 할까 봐 우려했다.
하원을 지배하던 폭스-노스 연립내각의 공동 지도자였던 찰스 제임스 폭스는 비준 절차 동안 이 조약을 공격했다. 그는 당시에도 채널에서 해군력을 계속 강화하던 전통적인 적국인 프랑스와의 동맹에 반대했다. 폭스는 프랑스가 유럽에서 가장 강력한 국가인 한, 균형을 유지하기 위해 영국이 프랑스에 도전해야 한다는 점을 암시하며 조약에 격렬하게 반대했다. 그리고 그러한 관점에 따르면, 프랑스 경제를 강화하는 것은 결코 영국 상인들에게 이롭지 않았다.
폭스의 격렬한 반대에도 불구하고, 조약은 윌리엄 피트의 지지에 힘입어 양원에서 비준되었다. 피트는 영국과 프랑스가 "영원한 적대감"에 묶여 있다는 믿음을 비난하며, 이 조약이 역사적으로 양국 사이에 촉발되었던 긴장을 완화할 것이라고 주장했다. 조약은 3월 8일에 승인 권고와 함께 국왕에게 제출되었다.
조약은 영국에서만큼 프랑스에서는 호의적으로 받아들여지지 않았다. 두 가지 주요 불만 때문에 프랑스에서는 합의에 대한 반대가 있었다. 첫째, 영국 수공업 산업과 유사하게 프랑스 수공업 산업은 해협 건너편에서 온 더 저렴한 기계 생산품에 의해 대체될 것을 우려했다. 더욱이 프랑스 수공업 산업은 영국 수공업 산업보다 프랑스에서 더 큰 영향력을 가지고 있었는데, 이는 영국 산업 제품이 프랑스 산업 제품에 대해 이미 알려진 우위 때문이었다. 둘째, 프랑스인들은 자신들의 와인이 포르투갈 와인에 비해 여전히 너무 높게 과세되고 있다고 믿었다. 조약이 발효된 후, 이러한 프랑스 비평가들의 주장은 옳았음이 입증되었다. 프랑스 항구의 개방으로 값싼 영국 직물 및 철물 회사들이 프랑스에 상품을 덤핑할 수 있게 되었다. 프랑스인들은 영국인들에게 회의적이 되었고, 영국인들이 프랑스 시장에 범람하기 위해 수입품의 가치를 떨어뜨리고 있다는 믿음이 널리 퍼졌다.

### 조약의 영향
1787년, 조약이 발효된 직후 노르망디 아브빌과 보르도에서 면직물 및 양모 제조업자들에 의한 선동적이고 폭력적인 행동이 보고되었다. 당시 이든 조약에 대한 프랑스 비평가들은 이 협정이 프랑스 경제에 두 가지 해를 끼쳤다고 주장한다. 첫째, 프랑스에서 소비되는 영국 제조품의 전례 없는 확장을 가져왔으며, "이 프랑스 시장의 홍수는 상업적 위기를 야기하여 상업적 고통을 악화시키고 혁명을 초래하는 데 기여했다." 이것이 사실인지는 여전히 종종 논쟁의 여지가 있다. 비록 1787-1792년 동안 영국 수출이 거의 100% 증가한 것은 사실이지만, 그 증가분의 어느 정도가 암시장에서 합법적인 경로로 거래된 상품의 전환에 기인해야 하는지는 알 수 없다. 둘째, 프랑스 상업 위기는 1786년 이전에 시작된 것으로 알려져 있다. 그리고 조약(영국 상품의 급격한 유입을 통해)이 1787년 프랑스의 경제 상황 개선을 방해했을 가능성은 있지만, 프랑스 혁명으로 이어진 경제 침체에 이든 조약이 책임이 있다고 주장하는 것은 이의가 있다. 또한, 프랑스 와인에 대한 지나치게 높은 관세에 대한 프랑스의 비판은 조약이 영국으로 수입되는 와인에 대한 정책을 명확하게 명시했기 때문에 근거가 약하다. 즉, 포르투갈 와인에 대한 기존 관세 이상을 지불해서는 안 되며, 영국은 포르투갈에 계속 특혜를 줄 권리를 보유한다는 내용이었다.
노르망디 상공회의소가 발행하여 프랑스 전역에서 인기를 얻은 비망록은 이 조약을 강력히 비판하며, "조약 때문에" 영국이 산업 경제로서 프랑스에 비해 누리는 여러 장점을 언급했다. 비망록은 영국의 자본 및 신용 가용성, 저렴한 석탄의 대량 공급, 고품질 자국 양모, 대규모 생산 방식, 효율적인 동력 기계의 풍부함이 모두 조약에 의해 제공되었다고 주장했다. 완전히 틀린 것은 아니지만, 이 비망록은 영국이 석탄 가격 대비 가장 높은 임금, 자본 가격 대비 높은 임금, 더 높은 생활 수준을 창출한 높은 은 임금, 그리고 유리한 환율과 같은 장점도 가지고 있었다는 점을 인식하지 못하고 있다. 이러한 장점들은 조약에 의해 부여되거나 프랑스 경제를 희생시킨 것이 아니었다.
또한 일부 현대 프랑스 비평가들은 조약의 영향을 방데 전쟁의 주요 원인 중 하나로 간주한다. 예를 들어, 숄레 섬유 산업의 생산량은 1789년에서 1791년 사이에 붕괴되었는데, 이는 값싼 영국 직물 제품의 프랑스 수입 때문인 것으로 보인다. 결과적으로 숄레 지역에서는 빈곤과 실업이 크게 증가했다. 따라서 불만을 품은 직공들은 프랑스 정부에 정치적 위협이 된 것으로 보인다.

### 조약의 쇠퇴
프랑스와 영국 간의 상업 조약은 겨우 5년 반 동안 지속되었다. 1788-89년에 프랑스의 수확이 실패하고 프랑스 혁명이 발발하자 구체제가 붕괴되었고, 그와 함께 이든 조약도 무너졌다.
비록 조약은 단명했지만, 영국과 프랑스, 나아가 유럽 간의 상업 관계에서 중요한 단계의 종말을 알리는 만큼 경제사에서 여전히 중요성을 지닌다. 조약 이전에는 높은 관세, 금지법, 고립주의 이념이 각국에 경제적으로 유리하다는 것이 통용되었다. 비록 실패했지만, 이든 조약은 애덤 스미스의 국부론, 그리고 미국 독립 혁명과 그 이후의 필라델피아 제헌회의에서 비롯된 자유주의 출판물과 함께 결국 중상주의를 대체할 새로운 경제 정책에 신뢰성을 부여했다.

## 같이 보기
- 조약 목록